# Marathon van Wenen 1998
De marathon van Wenen 1998 vond plaats op zondag 24 mei 1998 in Wenen. Het was de vijftiende editie van deze wedstrijd.
Bij de mannen won Moges Taye  uit Ethiopië met een parcoursrecord van 2:09.21. Op de finish had hij een kleine halve minuut voorsprong op de Pool Grzegorz Gajdus. De wedstrijd bij de vrouwen werd beslist door de Française Irina Kazakova. Met een tijd van 2:35.09 verbeterde zij eveneens het parcoursrecord.
In totaal finishten er 6660 hardlopers, waarvan 6020 mannen en 640 vrouwen.

## Uitslagen

### Mannen
| rang   | naam               | land | tijd    |
| ------ | ------------------ | ---- | ------- |
| Goud   | Moges Taye         | ETH  | 2:09.21 |
| Zilver | Grzegorz Gajdus    | POL  | 2:09.45 |
| Brons  | Tesfaye Tafa       | ETH  | 2:12.43 |
| 4      | William Musyoki    | KEN  | 2:13.12 |
| 5      | Stephen Kirwa      | KEN  | 2:13.16 |
| 6      | Simon Mrashani     | TAN  | 2:13.19 |
| 7      | Andrea Geway       | TAN  | 2:14.04 |
| 8      | Fernando Couto     | POR  | 2:15.16 |
| 9      | William Mutwol     | KEN  | 2:16.07 |
| 10     | Noel Berkeley      | IRL  | 2:17.00 |
| 11     | Marco Kaminski     | SUI  | 2:17.26 |
| 12     | Wilhelm Innerhofer | AUT  | 2:17.29 |
| 13     | Debela Dagna       | ETH  | 2:17.40 |
| 14     | Max Wenisch        | AUT  | 2:18.55 |
| 15     | Guy Nunige         | FRA  | 2:20.32 |
| 17     | Patrick Chumba     | KEN  | 2:21.15 |
| 18     | Peter Jager        | HUN  | 2:21.51 |
| 19     | Roman Weger        | AUT  | 2:21.54 |
| 20     | Haji Adilo         | ETH  | 2:23.55 |
| 22     | Zsolt Bacskai      | HUN  | 2:24.59 |
| 23     | Janos Bogar        | HUN  | 2:27.29 |
| 24     | Paulo Carmo        | POR  | 2:27.57 |

### Vrouwen
| rang   | naam                | land | tijd    |
| ------ | ------------------- | ---- | ------- |
| Goud   | Irina Kazakova      | FRA  | 2:35.09 |
| Zilver | Lucia Subano        | KEN  | 2:35.16 |
| Brons  | Rimma Dubovik       | UKR  | 2:43.15 |
| 4      | Agnes Kiss          | HUN  | 2:47.38 |
| 6      | Margarete Haider    | AUT  | 2:53.54 |
| 7      | Renata Sitek        | AUT  | 2:54.32 |
| 9      | Gizela Molnar       | HUN  | 2:58.05 |
| 10     | Dagmar Rabensteiner | AUT  | 3:01.38 |

1984 ·
1985 ·
1986 ·
1987 ·
1988 ·
1989 ·
1990 ·
1991 ·
1992 ·
1993 ·
1994 ·
1995 ·
1996 ·
1997 ·
1998 ·
1999 ·
2000 ·
2001 ·
2002 ·
2003 ·
2004 ·
2005 ·
2006 ·
2007 ·
2008 ·
2009 ·
2010 ·
2011 · 
2012 ·
2013 ·
2014 ·
2015 ·
2016 ·
2017 ·
2018 ·
2019 ·
2020 ·
2021 ·
2022 ·
2023 ·
2024